# Sascha Amhof
Sascha Amhof (Bern, 4 maart 1980) is een Zwitsers voormalig voetbalscheidsrechter. Hij was in dienst van FIFA en UEFA tussen 2013 en 2017. Ook leidde hij van 2011 tot 2017 wedstrijden in de Super League.
Op 14 augustus 2011 leidde Amhof zijn eerste wedstrijd in de Zwitserse eerste divisie. De wedstrijd tussen FC Thun en FC Lausanne-Sport eindigde in 2–5. Hij gaf in dit duel vijf gele kaarten, waarvan twee aan hetzelfde adres. Twee jaar later, op 4 juli 2013, floot de scheidsrechter zijn eerste wedstrijd in de UEFA Europa League. Teteks Tetovo en Pjoenik Jerevan troffen elkaar in de eerste ronde (1–1). In dit duel deelde de Zwitserse leidsman negen gele kaarten uit.

## Interlands
| Datum            | Plaats                               | Wedstrijd               | Uitslag | Competitie        | Kreeg geel | Kreeg voor de tweede keer geel en dus rood | Weggestuurd |
| ---------------- | ------------------------------------ | ----------------------- | ------- | ----------------- | ---------- | ------------------------------------------ | ----------- |
| 14 augustus 2013 | Vaduz, Liechtenstein                 | Liechtenstein – Kroatië | 2 – 3   | Vriendschappelijk | 0          | 0                                          | 0           |
| 31 mei 2014      | Sion, Zwitserland                    | Algerije – Armenië      | 3 – 1   | Vriendschappelijk | 1          | 0                                          | 0           |
| 3 juni 2016      | Rohrbach an der Lafnitz, Zwitserland | Canada – Azerbeidzjan   | 1 – 1   | Vriendschappelijk | 0          | 0                                          | 0           |
| 18 juni 2016     | Zürich, Zwitserland                  | Jordanië – Qatar        | 2 – 3   | Vriendschappelijk | 0          | 0                                          | 0           |